# コーヤンブットゥール国際空港
コーヤンブットゥール国際空港（コーヤンブットゥールこくさいくうこう、タミル語: கோயம்புத்தூர் பன்னாட்டு வானூர்தி நிலையம்、英語: Coimbatore International Airport) は、インドのタミル・ナードゥ州コーヤンブットゥールにある国際空港。市内中心部からは13 kmの場所に位置しており、同州ではチェンナイ国際空港に次いで2番目の規模の空港である。当空港は1940年に民間飛行場として開港し、2012年に国際空港として指定されている。

## 乗入れ航空会社及び就航路線

### 国際線
| 航空会社                       | 就航地       |
| ------------------------------ | ------------ |
| エア・アラビア                 | シャールジャ |
| エア・インディア・エクスプレス | シンガポール |
| シルクエアー                   | シンガポール |
| スリランカ航空                 | コロンボ     |

### 国内線
| 航空会社                       | 就航地 |
| ------------------------------ | --- |
| エア・インディア               | チェンナイ, デリー, ムンバイ |
| エア・インディア・エクスプレス | デリー |
| アライアンス・エア             | ベンガルール, チェンナイ, ゴア, ハイデラバード, コーチ, プネー                                                                                           |
| IndiGo                         | アガルタラ, アフマダーバード, アムリトサル, ベンガルール, ブバネーシュワル, チェンナイ, デリー, ハイデラバード, コルカタ, ムンバイ, ヴィシャーカパトナム |
| ジェットエアウェイズ           | アムリトサル, ベンガルール, チェンナイ, デリー, ハイデラバード, ムンバイ, プネー                                                                         |
| スパイスジェット               | アフマダーバード, ベンガルール, チェンナイ |